# Magneuptychia libye
Magneuptychia libye is een vlinder uit de onderfamilie Satyrinae van de familie Nymphalidae. De wetenschappelijke naam is gepubliceerd in 1767 door Carl Linnaeus.